# قائمة البعثات الدبلوماسية اليمنية

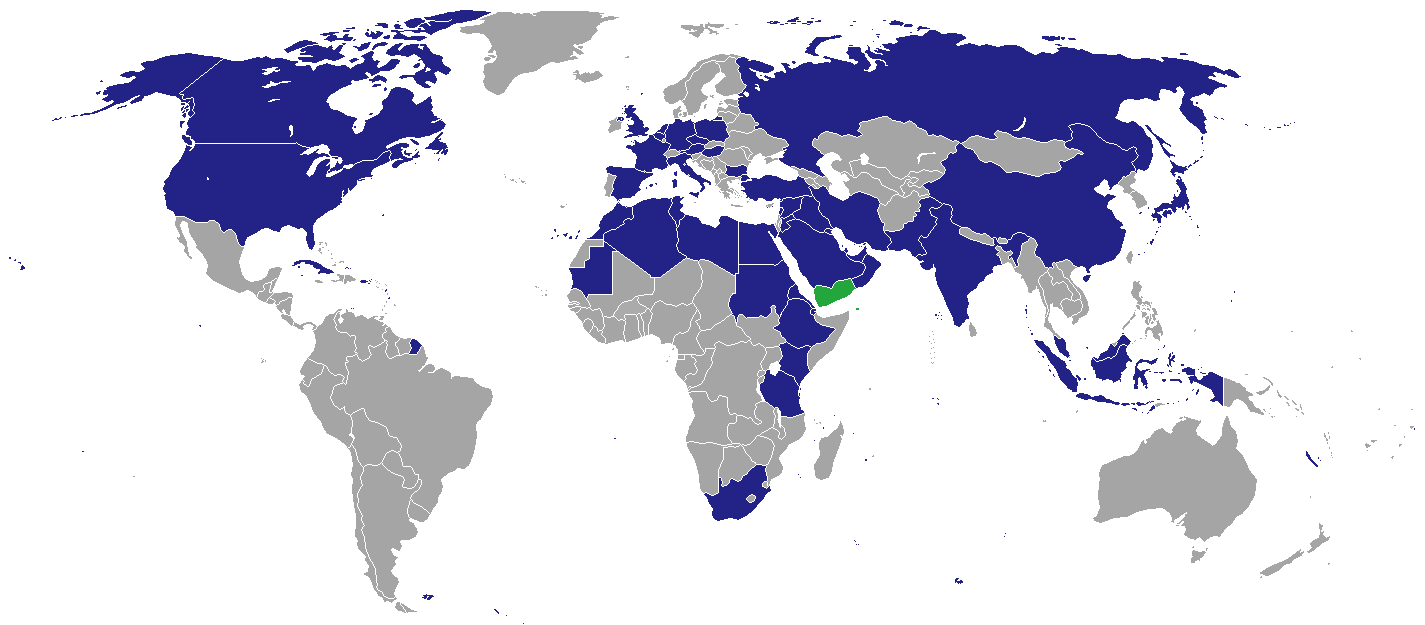
البعثات الدبلوماسية اليمنية

هذه قائمة البعثات الدبلوماسية اليمنية، باستثناء القنصليات الفخرية.

## أوروبا

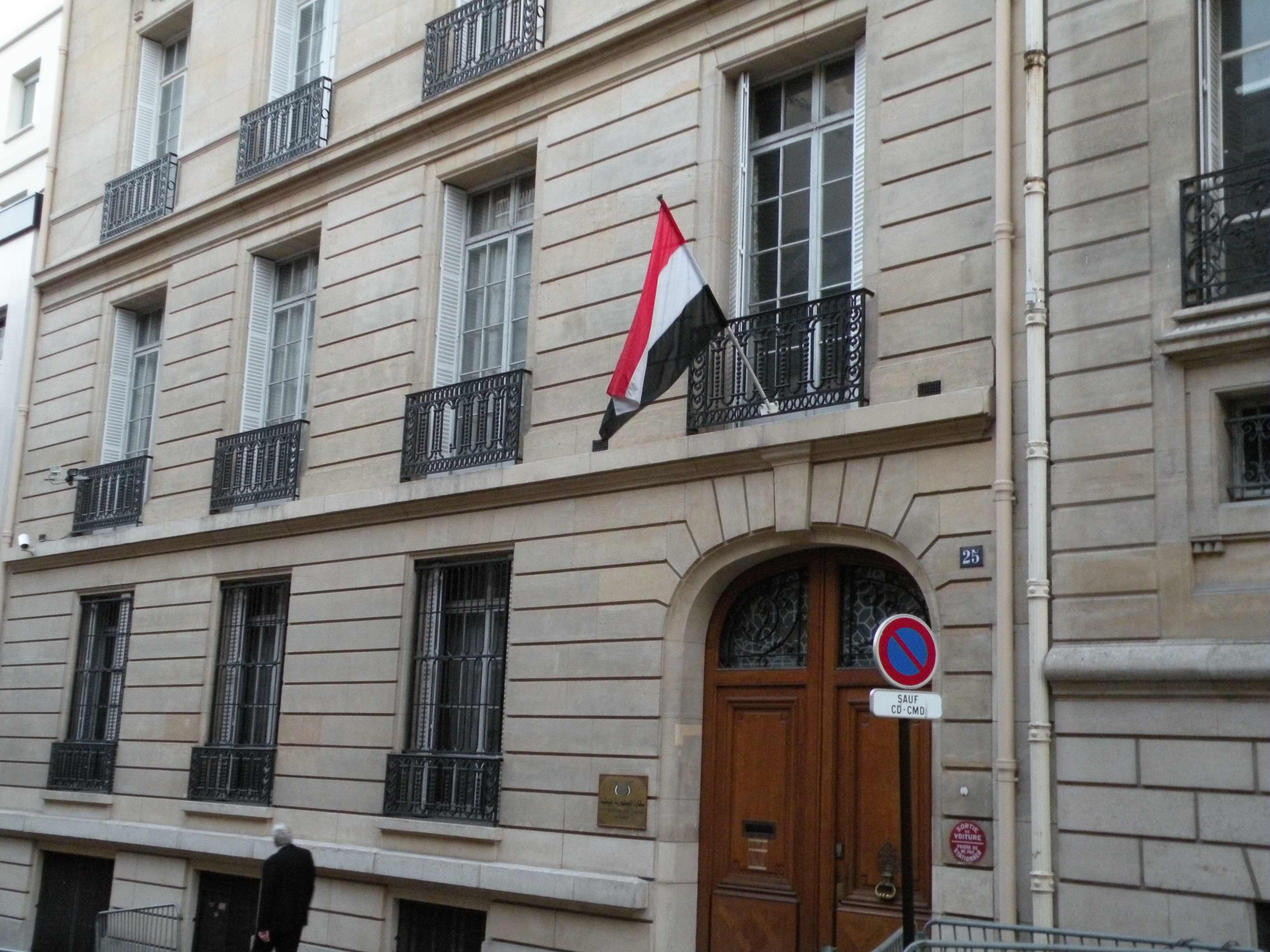
سفارة اليمن في باريس

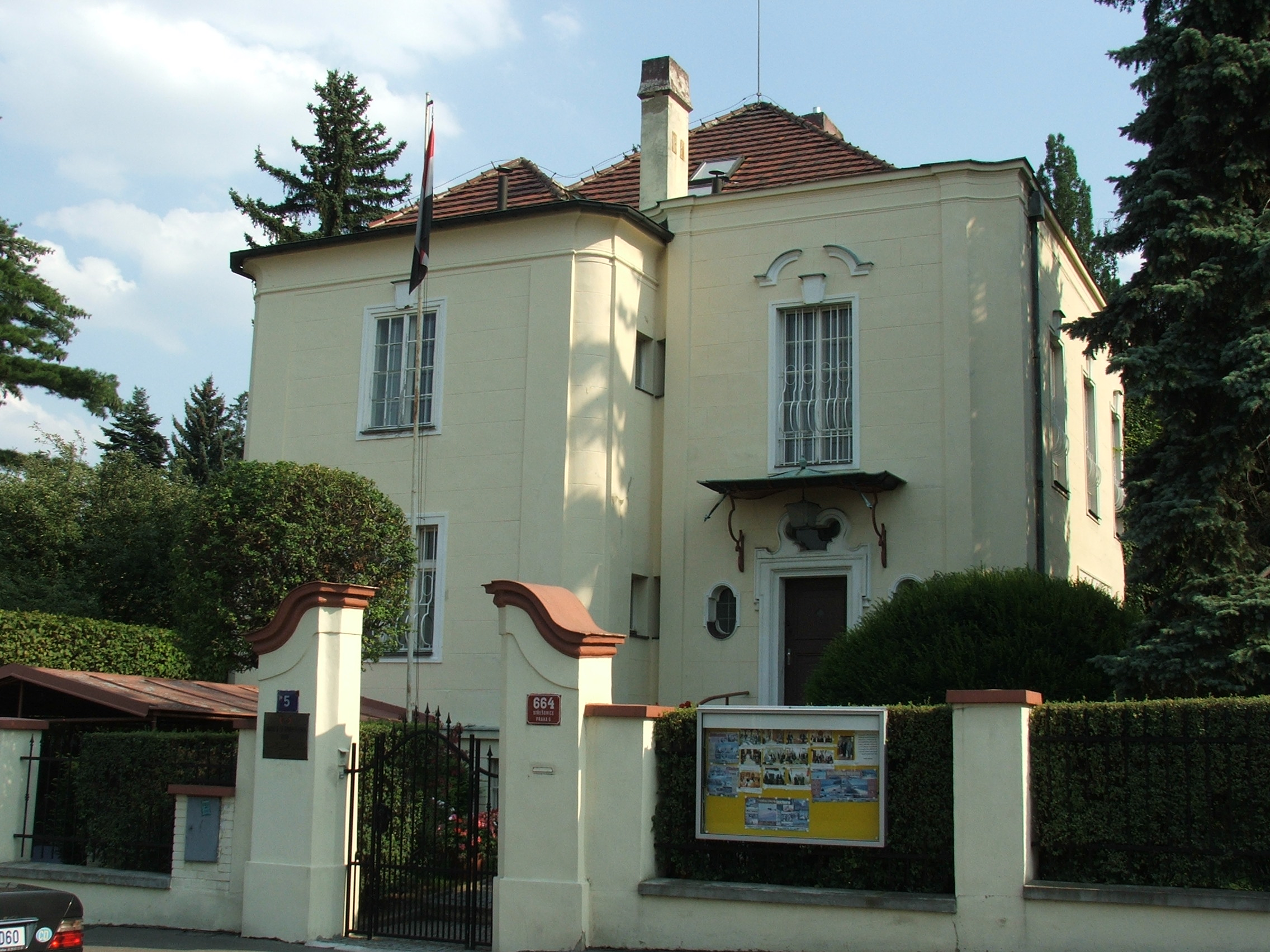
سفارة اليمن في براغ عاصمة جمهورية التشيك

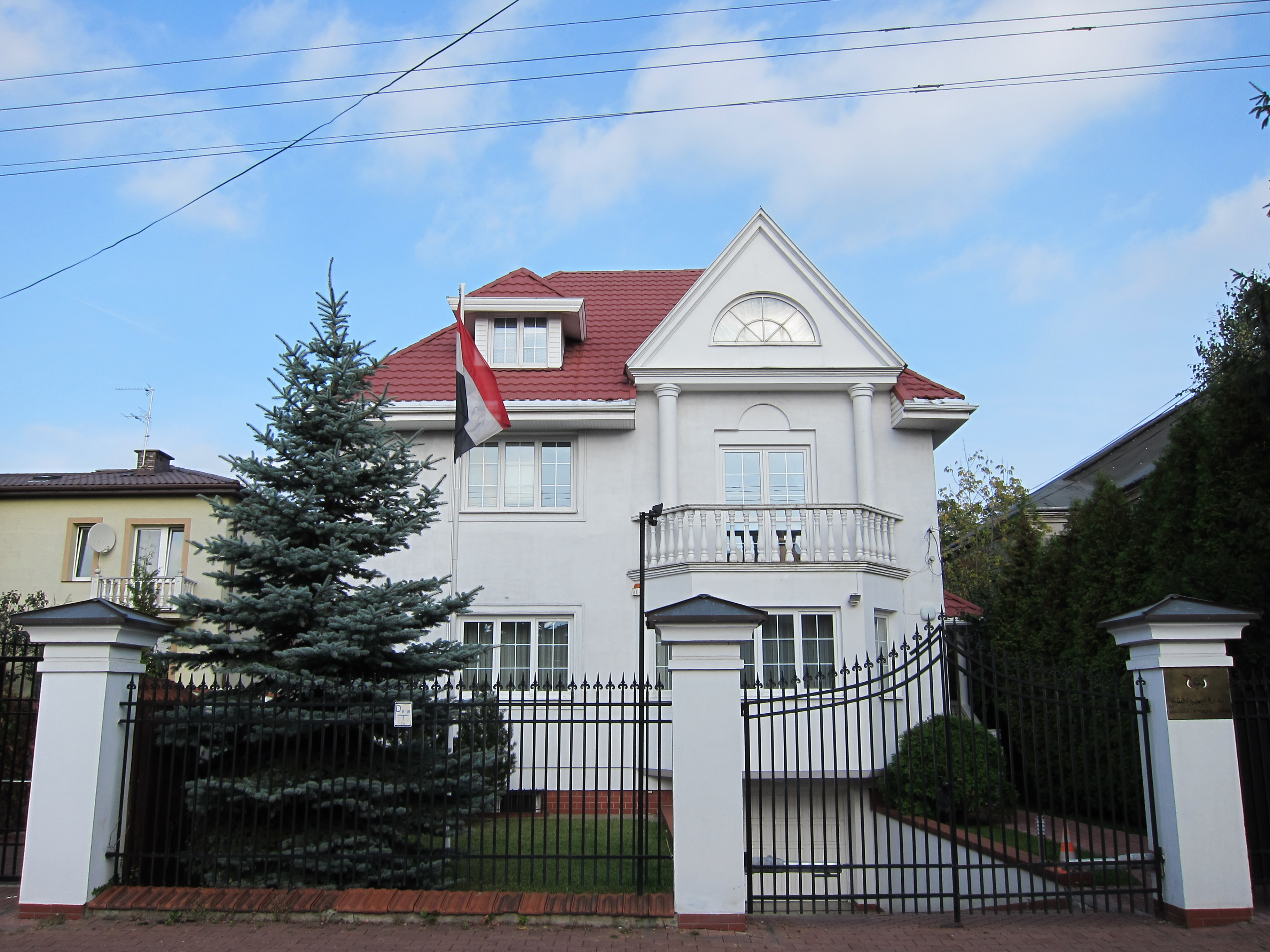
سفارة اليمن في وارسو، بولندا

- النمسا
  - فيينا (سفارة)
- بلجيكا
  - بروكسل (سفارة)
- بلغاريا
  - صوفيا (سفارة)
- جمهورية التشيك
  - براغ (سفارة)
- فرنسا
  - باريس (سفارة)
- ألمانيا
  - برلين (سفارة)
- المجر
  - بودابست (سفارة)
- إيطاليا
  - روما (سفارة)
- هولندا
  - لاهاي (سفارة)
- بولندا
  - وارسو (سفارة)
- رومانيا
  - بوخارست (سفارة)
- روسيا
  - موسكو (سفارة)
- إسبانيا
  - مدريد (سفارة)
- المملكة المتحدة
  - لندن (سفارة)

## أمريكا الشمالية

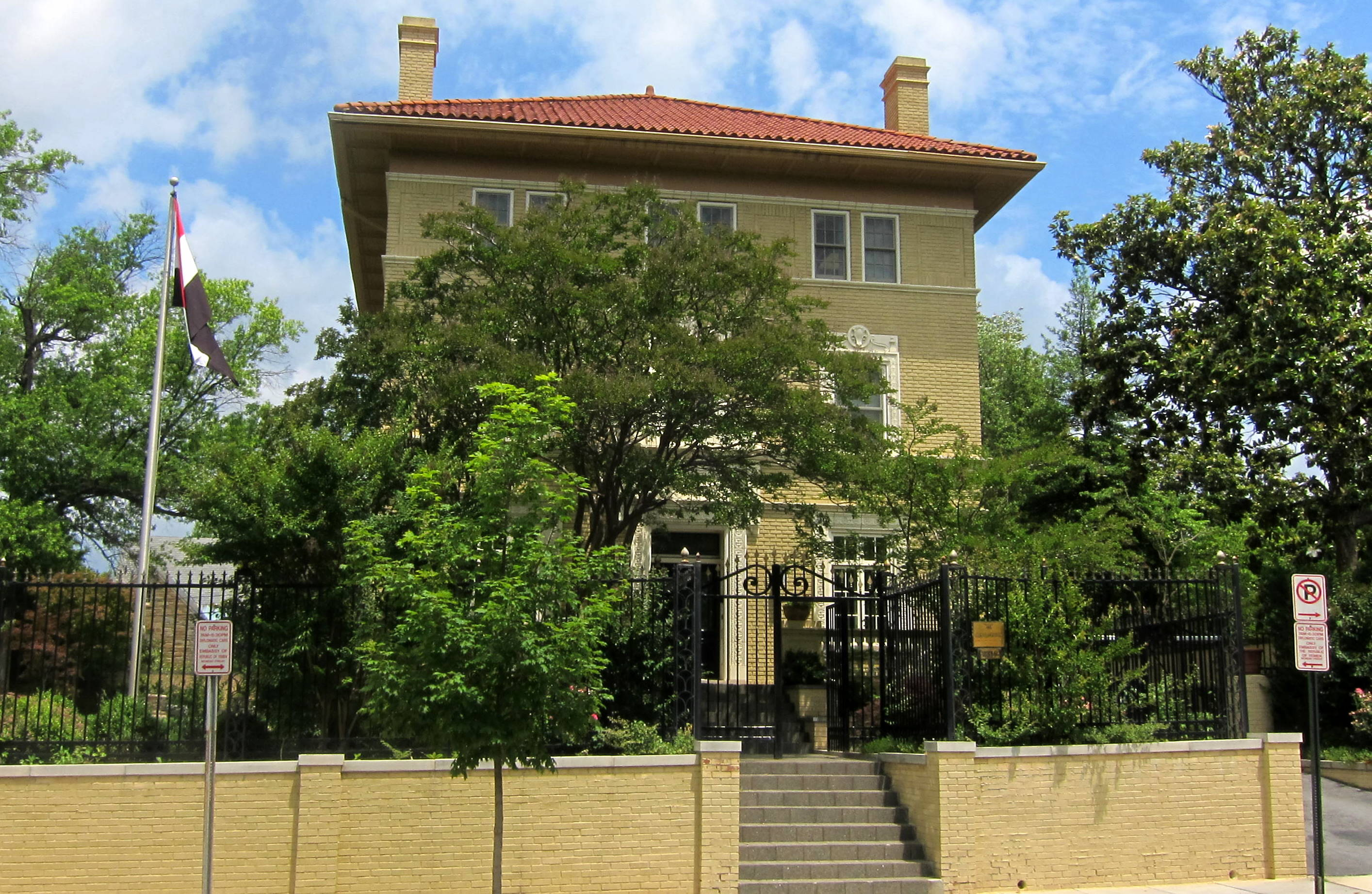
سفارة اليمن في واشنطون

- كندا
  - أوتاوا (سفارة)
- كوبا
  - هافانا (سفارة)
- الولايات المتحدة
  - واشنطن العاصمة (سفارة)

## أفريقيا

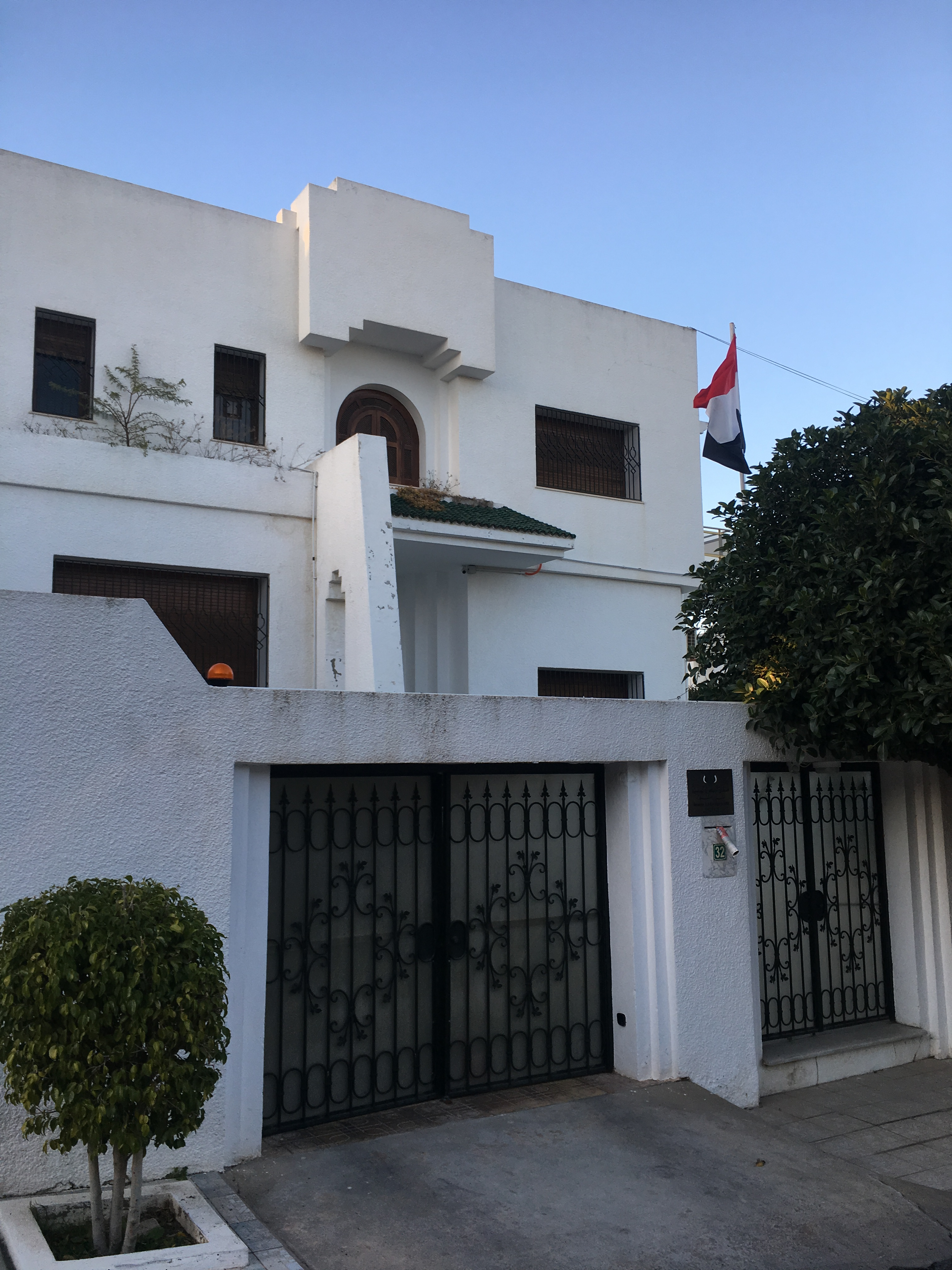
مقر إقامة السفير اليمني في حي النصر، تونس العاصمة.

- الجزائر
  - الجزائر (سفارة)
- جيبوتي
  - جيبوتي (سفارة)
- مصر
  - القاهرة (سفارة)
- إرتريا
  - أسمرة (سفارة)
- إثيوبيا
  - أديس أبابا (سفارة)
- كينيا
  - نيروبي (سفارة)
- ليبيا
  - طرابلس (سفارة)
- موريتانيا
  - نواكشوط (سفارة)
- المغرب
  - الرباط (سفارة)
- جنوب إفريقيا
  - بريتوريا (سفارة)
- السودان
  - الخرطوم (سفارة)
- تنزانيا
  - دار السلام (سفارة)
- تونس
  - تونس (سفارة)

## آسيا
- الصين
  - بكين (سفارة)
- الهند
  - نيودلهي (سفارة)
  - مومباي (قنصلية)
- إندونيسيا
  - جاكرتا (سفارة)
- اليابان
  - طوكيو (سفارة)
- ماليزيا
  - كوالالمبور (سفارة)
- باكستان
  - إسلام آباد (سفارة)

### الشرق الأوسط
- البحرين
  - المنامة (سفارة)
- إيران
  - طهران (سفارة)
- العراق
  - بغداد (سفارة)
- الأردن
  - عمان (سفارة)
- الكويت
  - الكويت (سفارة)
- لبنان
  - بيروت (سفارة)
- عُمان
  - مسقط (سفارة)
- قطر
  - الدوحة (سفارة)
- السعودية
  - الرياض (سفارة)
  - جدة (القنصلية العامة)
- سوريا
  - دمشق (سفارة)
- تركيا
  - أنقرة (سفارة)
- الإمارات العربية المتحدة
  - أبو ظبي (سفارة)
  - دبي (قنصلية)

## المنظمات المتعددة الأطراف
- بروكسل (البعثة الدائمة لدى الاتحاد الأوروبي).
- القاهرة (البعثة الدائمة لدى جامعة الدول العربية).
- نيويورك (الوفد الدائم لدى الأمم المتحدة).

## سفارات غير مقيم
- الأرجنتين (هافانا)
- أفغانستان (هافانا)
- البرازيل (هافانا)
- كوستاريكا (هافانا)
- إلسالفادور (هافانا)
- نيكاراغوا (هافانا)
- بنما (هافانا)
- باراغواي (هافانا)
- هندوراس (هافانا)
- غينيا بيساو (باريس)
- الرأس الأخضر (باريس)
- جزر المالديف (اسلام آباد)
- لاوس (هانوي)
- هونغ كونغ (بكين)
- ماكاو (بكين)
- فيتنام (بكين)
- كوريا الشمالية (بكين)
- منغوليا (بكين)
- بابوا غينيا الجديدة (كوالالمبور)
- تايلاند (كوالالمبور)
- كوريا الجنوبية (طوكيو)
- تركمانستان (أنقرة)
- السنغال (نواكشوط)
- غينيا (نواكشوط)
- ترينيداد وتوباغو (أوتاوا)
- بروناي (جاكرتا)
- تيمور الشرقية (جاكرتا)
- أستراليا (جاكرتا)
- السويد (لاهاي)
- النرويج (لاهاي)
- صربيا (روما)
- اليونان (روما)
- ألبانيا (روما)
- الفاتيكان (روما)

## وصلات خارجية
- وزارة الخارجية اليمنية

1. ↑  "دليل السفارات اليمنية في الخارج". yemen-nic.info. مؤرشف من الأصل في 2022-02-16. اطلع عليه بتاريخ 2023-11-03.